# Creatures〜生きとし生けるもの達へ
『Creatures〜生きとし生けるもの達へ』（クリーチャーズ いきとしいけるものたちへ）は、Child-Dreamによって制作されたRPGツクール95製のロールプレイングゲーム。1998年に2部構成の作品として公開され、第二部はシェアウェアして頒布されていたが、のちにメール登録などを条件として無償化されている。2016年4月21日には、RPGツクールMV製のリメイク版第一部が新たに公開された。

## ストーリー
人間とモンスターが暮らすアストリア大陸。人狼の兄弟・ケルティクとジルは、崖から転落した人間の子どもを見つけ、近くの人間の集落へ送り届ける。しかしそれによって、人間には伝説とされていた人狼の存在が人間側に露見し、一年後、人狼の集落は人間の集団に襲撃され、壊滅する。
唯一生き残ったジルは、人間への復讐を誓い、厳しい修行の末に旅に出るのであった。しかし旅の中で彼はそれまで全く知らなかった人間という生き物への理解を深めていき、様々な出会いを経てやがてアストリア大陸を襲う破滅の危機に立ち向かっていく事となる。

## 内容
本作は、主人公ジルの自伝という形態を取ってモンスターの視点から語るという、人間の視点から語られることの多いこの種のゲームとしては異色のストーリーとなっている。
本作においては、モンスターといえども単なる野獣ばかりではなく、種族によっては（人間ほどではないが）知性や言葉を持ち道具を使ったり、建築物や文明社会を築いて生活しているという点が、多くのこの種のゲームとは異なる。またモンスター側の言葉（鳴き声、匂い、思念の波動、気）での会話には「＊」をつけるなど、人間とモンスターの会話を区別する演出が行われている。
なお、モンスター側で使用されている道具は人間の落としていった物を拾ったり、人間を襲い奪い取ったりして入手するケースが見られるが、人狼族や天狗族の中には人間側に比べて単純ではあるが自ら道具を作る者もいる。また、農耕や商業、独自の貨幣制度が存在するのは人間側のみであり、モンスター側は狩猟と採集をメインとして何らかの手段で手に入れた人間の貨幣が一部種族で流通しているのみである。

## 登場人物

### モンスター
登場する主な種族としては、人狼族(ムーンリットウルフ)、天狗族、妖精族、リザードマン、ドラゴン、ワータイガー、デヴィル族などが見られ、デヴィル族以外は自然と共生する存在として描かれているが、人間に対しては害悪として敵視する者と理解不能な恐ろしい存在とする者がいる。
ジル
本作主人公。ムーンリットウルフの青年。一人称は「僕」。人狼の集落がゾイデルの襲撃を受けた際の生き残りである。人狼故の鋭い嗅覚などの感覚を持つ。集落を襲った人間への復讐を誓い20年に渡る修行の末、集落を旅立つ。子供の頃は気弱だったが、厳しい修行を経て、普段は物静かで優しい性格ながらも熱い意志を持った人狼へと成長した。本作の物語は彼の手記を辿る形で進行する。
当初は東域で故郷の集落を襲った人間の指揮官の正体を突き止めるべく行動していたが、人間について全くと言っていい程知らなかった為、カーナの協力を得て徐々に人間と言う存在を知っていく。ゾイデルがいる可能性が高い西域に入る為、ゲートを突破。最初に訪れた楽園樹の森で奇しくもゾイデルと対面するが、年老いた彼が身体に鞭打ってまで成し遂げようとしている事を突き止める為に敵討ちを保留した。結果的に、ゾイデルが目指していた西域と東域を結ぶトンネルの掘削を3年に渡ってカーナやI'・Gと共に手伝い、遂に開通させる。その過程を通じて復讐心が和らぎ、ゾイデルを許した。
その後、ゾイデルの示すミスティーヴィレッジに行き、デヴィル襲撃騒動にて人間達を助ける為に行動。しかし正体を現したカーナと決別し、I'・Gも死なせてしまう。悲しみに暮れている所をミルシアと出会い、以前拾った彼女のオルゴールから感じ取った「願い」という言葉を話そうとしたことでミルシアに匿われ、村外れに隠れ暮らしながらI'・Gの死の真相を村民に伝えたい一心でミルシアから人間を言葉を学ぶ。村人に真相を伝えた後はミルシアと共に旅に出る。
人語を話せるようになった後は、混乱を与えないためミスティーヴィレッジ以外の人間の村では、ゾイデルにもらったマントで正体を隠し人間に変装している。
ベルフェゴール再封印後はミルシア、カーナ、ゾイデル、36代アストリア王、そして多くの人間やモンスター達と共に東域の砂漠の緑化活動を始め、人間とモンスターの共存する大地の建設に尽力する。
ケルティク
ジルの兄。集落が襲撃を受けた際、弟であるジルを生かすため、機転を聞かせて崖下に落とす。その後死亡したと思われていたが、ベルフェゴール復活を知り、偽名アシュラムを名乗り人間への復讐を実現しようとしていると見せかけ、天才的頭脳で策略を巡らせ、ベルフェゴールに取り入りつつ欺きベルフェゴール再封印の計画を進めていた。終盤では気によってジルとの間である程度の情報交換が行われていると思われる描写がある。
エル・フェニックスにてミルシアとアストリア王に加勢。自らベルフェゴールを食い止める事でミルシア達をCreaturesの元へ行かせるが、最終的にはベルフェゴールに敗北し、取り込まれてしまう。しかし彼の行動は弟達の勝利へと繋がり、ひいてはアストリア大陸のすべての生物を救う事となった。
アシュラム
ベルフェゴール四天王。人間の言語を解する能力を持ちカオパレスを統治する。その能力によりcreatures獲得の鍵を掌握することでベルフェゴールすらも従わざるを得ない。カーナには命令を無視されることを承知で自身同様に人間の言語を理解する能力を持ちうるジルの抹殺を指令した。
正体は人狼の集落襲撃時にゾイデルによって瀕死の状態でセンターに連れ去られ檻の中で人間の言葉を覚え、その後脱走しカオパレスへ向かったケルティクであった。
カーナ
道化のような姿のモンスターで、慇懃無礼な性格である。パーティの知恵袋として、人間の事をまるで知らない上に世間知らずなジルを導いていく。
その正体はベルフェゴール四天王の一人、クリシュナ・カーナ。天狗の棲む村で出会って以降ジルと行動を共にするが、当初はアシュラムよりジル殺害の命を受け機会を伺うため、接近した。ミスティーヴィレッジにて本性を表し、ジルと決別。本体は星幽体で、普段の肉体は周囲を欺くための傀儡であるため、倒しても何度でも復活し、度々ジル達の行く手を阻む。
自然を破壊する人間に失望し憎み、どうせベルフェゴールによる破壊と殺戮を止められないなら、ついでに人間を滅ぼしてもらった方がマシと考えていたが、一方アストリア大陸の自然が破壊され焦土になることは望んでおらず、ミルシアの説得でもう一度人間に賭けることにして、ベルフェゴール再封印のためジルたちに協力する。結果としてケルティクの策略によりジルを成長させることとなる。
戦いの後はジルと共に東域の緑化作業に参加。人間を信じて、全ての生き物が共存できる大地を目指して尽力する。傀儡の姿は人間のウケが良く、本来の姿になればもっと人気を集まるのではないかと冗談を言うが、ジルに冷静に否定された。
I'・G（アイジー）
リザードマンのリーダーで、仲間への思いやりある熱血漢。飢えに苦しむ仲間や東域の動物達の為に西域を襲撃する計画を立てていたが、集落を留守にしている間に仲間を皆殺しにされ、その仇を探す為にジルと行動を共にする（実際の実行犯は、リザードマンの襲撃が人間の警戒心を強め人間滅亡の支障となる事を危惧したカーナ）。
当初は一般的なリザードマン同様、人間に対して無理解で敵意しか抱いていなかった（但し、モンスターと同じように人間にも色々いるとは考えていた）が、ジルがゾイデルと共にトンネルを開通させた事をきっかけに認識を改め、人間との共存を望むようになる。それ故にミスティヴィレッジの村民にデヴィル襲撃の危険を知らせるため、自らがモンスターとして人間に殺される危険を顧みず村に入り人間に殺された。しかしジルが人間の言葉を覚えて真相など村人に語り、村民の誤解が解けた後、ミスティヴィレッジに墓が建てられた。
ベルフェゴール
本作のラストボス。千年前の戦いで人間に敗れ、封印された巨大悪魔。破壊と殺戮を好む。アストリアを破壊し焦土としようとしている。幼虫と完全体などの形態があり、能力をフルに発揮するには完全体になる必要がある。
creaturesを求めてエル・フェニックスの障壁を越える手段を講じていたが、ケルティクの策略によって強行突破を余儀なくされる。その反動で弱っている所をケルティク達に攻撃される。ケルティクを退けはしたものの、その戦いで更に弱った所をジルとカーナに倒された。しかし完全に滅ぼす事は出来ず、尚もcreaturesを手に入れようとするが、ミルシアの唱えたアース・マインドによって再び封印された。
メフィストフェレス
ユートピアの地下神殿発掘現場の管理者で、死と滅びを司る死神。ベルフェゴール四天王。
ユートピアで死亡した労働者をアンデッド化させてさらに働かせていたが、ジル達に敗れ消滅した。
リリティ
幽霊のような姿のベルフェゴール四天王。
デヴィルを率いてムーンシャインタウンを襲撃したがジルに敗北し、消滅した。

### 人間
モンスターの中にはリザードマンなど人間を襲って食料とする種族がいることやモンスターにも言葉や社会があることが人間には知られていないことから、モンスターを危険な野獣として敵視する者が多い。また、モンスターからは自然を食い物にする傲慢で自己中心的な存在と看做されている。
ミルシア
ミスティヴィレッジ出身の少女で、本作ヒロイン。
幼き日に母の黒疽病治癒を祈念しオルゴールを作ったが、母が死亡した後、失意のあまりオルゴールを村の川に捨てた。時は流れ、オルゴールは大陸南東部のボート小屋に漂着しジルとI'・Gに拾われる。それを持ってミスティヴィレッジに現れたジルと出会い、人間の言葉を話そうとした彼を3年に渡り村人に内緒で匿い、人間の言葉や習慣を教えていた。その後、村の教師に教えられた術でジルを支え、行動を共にする。父もミルシアの幼いころに既に黒疽病で死亡している。実は千年前の戦いの第五の功労者である吟遊詩人セレネの能力を受け継ぐ存在である。セレネの子孫であるかどうかの言及はない。
虚空霊廟を訪れた際、術者の命と引き換えに大地の気を集めてベルフェゴールを封印する魔法「アース・マインド」を発動させる方法を知る。しかしジルに心配は掛けさせまいと秘密にしていた。最終局面においてジルとカーナに敗れて弱体化したベルフェゴールをアース・マインドによって封印する。当然、彼女自身の肉体も崩壊するが、蘇生虫によって体組織を修復され、一命を取り留める。戦いの後はジルと共に東域の砂漠に向かい、人間とモンスターが共存する大地の実現を目指す事となる。視察を終えて宿舎に帰ってきたジルを彼女が迎え入れた所で物語は終わる。
35代アストリア王
人間側の王。センターのトップであり、千年前の戦いの勇者の子孫。
アシュラムの口車に乗せられ裏でカオパレスと秘密同盟を結んでいた。その背景にはセンターの弱体化により古のデヴィル族に対抗する力を失っていたことや、気力体力の衰えと共に、センターにフェニックス伝説として伝わるcreaturesの虜になってしまったことがある。最終的にユートピアの地下でモンスターにより殺害されたが、creaturesの鍵の一つである人間の宝珠を持ち出すのに必要な王位継承の印綬は渡さなかった。
アストリア王子
人間側の王子。剣の腕は立つものの気性が激しく、見栄っ張りで下の者には威張り散らすため、人望はあまりなく、35代アストリア王は譲位に難色を示している。
中盤ではセンターよりの命で東域と西域のトンネルの埋め戻しのため派遣される。一方その立場故にセンターの秘密同盟と悪事にいち早く気がつき、ユートピアに潜入調査をしていいくなかで大きく成長していた。ミルシアを人質に取られて絶体絶命の危機に陥ったジルを救い、以後は彼に協力して打倒ベルフェゴールの為に行動する。
父王の死後、36代アストリア王へと即位。ベルフェゴール再封印後は一時はアストリア大陸をモンスターに明け渡し、人間達はユートピアに移住する事を検討していたが、ジルの進言で考えを変える。その後はジルと共に東域砂漠の緑化と被災地の復興に尽力する。
黒騎士ゾイデル
センターの幹部。千年前の戦いの戦士の子孫。
かつてはモンスターへの憎悪に燃え、モンスター掃討を任とするセンターの戦士の指揮官として部下を率いていた。同時にそれこそが先祖に報いる、誇りある行為と信じて疑わなかった。人狼の集落を襲撃し、ムーンリットウルフ達を掃討する。その為、ジルからは一族の仇として憎悪の目を向けられる事となる。
時は流れ、人間と人狼の寿命の違いもありジルが見つけたときには、既に戦士を引退した一人の老人に過ぎなかった。過去の償いとして老骨に鞭打ち、東域と西域をつなぐトンネルの建設に取り組んでいたが、嘗ての最強の戦士であった肉体と強い執念があったとは言え、老人一人の力では限度があり、その限界に差し掛かろうとしていた。しかしジル達の協力でトンネルの開通に成功。ジル達にデヴィルの襲撃からミスティヴィレッジを守る事を託す。
トンネルの存在が発覚後は、カオパレスとの秘密同盟を知り異を唱えたことから35代アストリア王によりセンター内に幽閉されていたが、センター裏口から潜入したジルを35代アストリア王がアシュラムと間違えたのを期に救出される。展開によっては人間ではない故通常の手段ではユートピアチケットを入手できないジルのためのチケットの手配をする。
ベルフェゴール再封印後は東域砂漠の緑化活動に参加。ジルと共に人間とモンスターの共存する大地の建設に尽力する。彼の掘ったトンネルは再び開通され、ジルによってモンスター達に感謝されている事を伝えられる。
僧正ヴィルキス
センターの幹部。人間の信仰を集めている聖職者。千年前の戦いの僧侶の子孫。
裏でカオパレスと秘密同盟を結び、デヴィル族によるウィンドミル襲撃時には住民の避難を妨害したが、最期はジルに倒されて死亡した。
クルヴェール卿
センターの幹部。千年前の戦いの魔術師の子孫。
西域にモンスターが入らないように結界を張っていると思われたが、実はカオパレスとの間で、小さな集落をベルフェゴールの食料確保のため差し出す代わりに、ムーンシャインタウンを襲わない秘密同盟を結んでいただけで結界など無かった。最終的に悪事が露見し、アストリア王子に倒される。
ロバウト
スノーライト村出身の男性。幼い頃、崖から落ちて弱っていた所をジルとケルティクに助けられる。人間にとってはモンスターなど恐ろしい怪物と言う認識しか無かった為、モンスターに助けられたと言う彼の話を誰も真に受けなかったが、彼自身は信じ続けていた。20年後、リザードマン集落の奥、ウィンドミルの近くで罠にかかったジルの手当てをする。その後ユートピアに移住するが、Bブロックにて強制労働を強いられていた。ジルがユートピアに乗り込んだ際に20数年の時を経てようやく再会を果たす。戦いの後は東域の砂漠の緑化作業に参加し、自分がジルとケルティクに救われた事を人々に伝えた。
彼との再会は任意イベントであり、会った場合のみエンディングに登場する。
ロレーヌ
ウィンドミル出身でロバウトの妻。モンスターに対して、懐疑的であり、ジルの手当てには反対していた。ユートピアでは過酷な環境で体調を崩し、寝込んでいた。

## 地理
舞台となるアストリア大陸はカレリア山脈を中心に東西に分かれ、概ね東域がモンスター優勢、西域が人間優勢である。大陸南部には砂漠があり、そこを通じて東域と西域を行き来できるが、そこには人間によってゲートが建設されているため、モンスターは容易に西域には入れない。
また、集落に固有名がついているのは人間側だけである。かつて砂漠地帯の灌漑計画があったが、調査隊がリザードマンの襲撃を受け壊滅し頓挫した。

### 東域
人狼の集落
大陸東部の雪に覆われた集落に人狼が隠れ棲んでいる。人間との交流を1000年にわたって厳しく禁じてきたが、ジルとケルティクがその掟を破ったことから存在が人間側に露見し、人間の集団に襲撃され壊滅した。集落南側には戦闘種族としての修行場があるが1000年間使用されていなかった。
スノーライト村
大陸の東端部にあり、寒冷で深い雪に覆われた人間の村である。ジルとケルティクがこの村の子供を助け、村まで送り届けたことが物語の発端となっている。物語序盤でジルが訪れた時には何者かに襲撃され既に壊滅していた。
天狗の棲む村
大陸中央部にあり天狗が棲んでいる。ジルが旅に出て最初に立ち寄る村。モンスター側で唯一店のような存在が確認できる。
砂漠
東域の広範囲を占める砂漠。厳しい環境以上に強力なモンスターが蔓延っており、よほど腕に自信があるか、或いは砂漠のモンスターが苦手な水属性攻撃アイテムでも持っていない限り通過は危険。
様々なモンスター達の棲む砦
大陸南東部にある人間に西域を追われたモンスターたちが暮す場所。
ウィンドミル村
カレリア山脈の近くの東域にある森に覆われた高地にある人間の村。作中の古代語で風車の意味。西域北部とつながる洞窟があるが、モンスター侵入を防ぐため、西域側出入り口に関所が設けられており、通行には申込書に記入の上王族のサインをしてもらう必要がある。デヴィル族の襲撃を受けるもジル達に撃退される。
虚空霊廟
大陸南東部の離島にある神殿。本殿と2つの塔からなり、ゾンビが多数いる。永遠の生命をもたらすものがこの地にあるという噂から、この地を訪れようとする人間があとを絶たない。実はベルフェゴールを封印していたが、そうとは知らない人間の一人が偶然封印を解除し、ベルフェゴールの復活を招く。地下にも神殿があり、千年前の戦いの功労者の一人吟遊詩人セレネが奉られ、地下にはセレネが自らの命と引き換えにベルフェゴールを封印したこと、ベルフェゴール再封印の方法、creaturesの在りかが記されていた。
ボート小屋
虚空神殿に行くことのできる人間の遺したボートがある。ここに物語の鍵となるオルゴールが漂着しジルとI'・Gに拾われる。
リザードマンの集落
西域と東域を結ぶゲートの近くにある。北の方で食料を確保していた。物語中盤で何者かに襲撃され壊滅する。
カオパレス
大陸南部の砂漠のさらに南にある古代遺跡で外部との関わりを断っている。千年前の戦いの際には古の悪魔ベルフェゴールの根城であり、ベルフェゴールが封印された後もデヴィル族などの強力なモンスターの巣窟になっている。ベルフェゴール復活後は、アシュラム等ベルフェゴール四天王と呼ばれる幹部が統治していた。ベルフェゴールの食料確保のためいくつかの小規模な人間の集落を襲撃した。これは人間に徒に危機感を持たせ勇者の出現を招く千年前の轍を踏まないようにしつつ、人間を労働力として活用するためであった。さらにそのためにセンターと秘密同盟を結んだり、本来のターゲット襲撃前にリザードマンの集落など障害となりそうな集落を予め潰すなどの狡猾さが見られる。

### 西域
ムーンシャインタウン
千年前の戦いの後にできた人間側最大の街で、東域と西域を結ぶゲートのすぐ西にある。
センター
ムーンシャインタウンの南にあり、王宮があると共に人間をモンスターから守るための戦士を養成、各地へ派遣している。千年前の戦いに勝利した勇者、戦士、魔術師、僧侶の力を後世に受け継ぐため、その子孫が代々幹部を勤めているが、幹部の高齢化を批判されている。
ミスティヴィレッジ
大陸北西部にある霧に包まれモンスターに見つかりにくい平和な村。家族に黒疽病患者が発生すると、治癒を祈念しオルゴールを作る風習がある。(ただし、呪術的なものを含め何らかの治療効果を期待するというよりも、感染した親の隔離を確実にするためと残された子どもの精神面での安定を図る要素が強いことを村民の一人や終盤でのミルシアが語っている) 中盤でデヴィルの襲撃を受けたが、I'・Gの決死の行動により危険を知り村民は避難することに成功した。
アクアゲート
大陸南西部の半島の突端にある人間側の港町。ユートピア行きの船が出る。
楽園樹の森
人間にはまだあまり知られていない森で、あらゆる生物にとって食料が豊富に得られる。モンスターたちは、自ら掟によりそこへ永住することを禁じている。ゲート建設後モンスターはここへ行き来できなくなったことから食糧難に悩まされていた。

### その他
ゲート
東域と西域の間に設けられた関所。西域へのモンスターの侵入を防ぐために設けられ、肉体をバラバラにすることのできる強力なエネルギー障壁によって通行を遮られている。ラピスラズリによって一時的に開けることができる。
トンネル
物語中盤に完成する西域と東域を結ぶトンネル。東域側の出入り口はリザードマンの集落とウィンドミル村間の山道の途中。西域の出入り口は楽園樹の森にある。人間側に存在が発覚後一度閉鎖されるが、ベルフェゴール再封印後再開通する。
ユートピア
モンスター対策のため、大陸の南にある砂漠の島であるユートピア島を灌漑してモンスターを排除した人間だけの土地を作る「ユートピア計画」により造成中の移民地。アストリアの民の羨望の的であり入るには若く健康で優秀と認められた者だけに発行されるチケットが必要である。実際にはカオパレスとの秘密同盟の一環として住民を騙し、移住してきた人たちを強制労働させ、地下神殿に隠されたcreaturesの発掘作業をさせるのが目的であった。Aブロックが欺瞞とプロパガンダのための街並みで、Bブロックが発掘現場となっており、一年毎にAブロックの住民をBブロックに移して強制労働に投入しており、当然一度Bブロックへ移されるとAブロックへは戻れない。作業中死んだ者はアンデッド化された。そして、「ユートピア計画」の真の発案者であるケルティクの真意は、ベルフェゴール再封印の準備ができるまでの時間稼ぎと、人間の移住先を開拓し、人間とモンスターを分離することだった。

## 用語
黒疽病
作中に登場する人間と獣の両方に感染する病であり、大陸全体で蔓延している。感染すると体中に黒い斑点ができ組織が壊疽していき、感染力が強い上に、壊疽した組織の再生などの治療法も確立されていない。この病気にかかった者は感染拡大防止のため隔離されるが多くの場合治癒することなく死亡する、さらに家畜に至っては殺処分される。
千年前の戦い
1000年前に、人間、人狼族とベルフェゴールのcreaturesを巡る壮絶な戦いがあり、人間が勝利しベルフェゴールはカオパレスに封印された。その際の功労者は、センターの歴史書では勇者（初代アストリア王）、戦士、僧侶、魔術師とされるが、書物によっては吟遊詩人が登場することもある。

creatures（クリーチャーズ）
センターでは永遠の生命と不老不死の肉体をもたらす不死鳥エル・フェニックスと呼ばれる。ユートピア島の地下神殿内にすべての生き物の力を結集してエネルギー障壁を張り、外部からの侵入を防ぐ形で封印され、センターとカオパレス双方とも欲していた。再び必要になったときはすべての生物の協力により3つの宝珠（楽園樹の森に保管されている宝珠、センター玉座に保管されている人間の宝珠、人狼の集落に保管されている宝珠）を揃えると全生物の総意と見做され、エネルギー障壁が解除されcreaturesのある神殿内部に入れる。

## 豆知識
中盤のトンネル掘削のシーンなどは菊池寛作の短篇小説「恩讐の彼方に」を参考としている。その旨を伝えるメッセージが前編終了時に表示されるが、後編を導入済みだと即座にストーリーが進行するため見られなくなる。

## 評価
本作は「深いテーマ性」が評価された「感涙のRPG」とされ、前作『Lost Memory』とともにヒットした作品とされる。『日経WinPC』のコーナー「DOWNLOADERS」において「今月の一等賞」に選出され、ストーリーのほかオープニングのピアノソロなど作中の音楽についても評価されている。
『遊べるゲーム フリー＆シェアソフト厳選160』（成美堂出版）では、「普段は敵役となりがちな怪物側の視点で進むシリアスなストーリーが魅力」のゲームであり、「バックに流れる音楽や語られる台詞が印象的」とも評されている。
窓の杜の記事では、「モンスターを主人公とした異色の設定」や「人間とモンスターの関係などを描いたテーマ性と物語性の濃いシナリオ」、オリジナルのテーマ曲などが評価された作品として紹介されている。また「RPGツクールを利用して有償作品をリリースしたことも当時としては画期的」とされ、前作『Lost Memory』とともに「Windows版ツクール製RPGの黎明期における代表作のひとつ」とされている。